# Beppe Dati
Beppe Dati, pseudonimo di Giuseppe Dati (Camaiore, 9 novembre 1950), è un musicista, paroliere e compositore italiano.

## Biografia
Negli anni '70, mentre è commesso di un negozio di pelletteria in zona Santa Croce di Firenze, conosce Gianni Rodari che lo avvicina al mondo dell'infanzia: comincia così a musicare le poesie dello scrittore e poi a comporre canzoni proprie per ragazzi.
Nel 1982 pubblica il suo primo e unico album, Beppe Dati.
In seguito si afferma come autore e compositore, collaborando alla scrittura di brani noti come Cosa resterà degli anni '80 e Oggi un Dio non ho cantate da Raf, Disperato interpretata da Marco Masini, Gli uomini non cambiano di Mia Martini, Cirano e Don Chisciotte scritte per Francesco Guccini.
Nei primi anni '90 si occupa del repertorio di Marco Masini e Paolo Vallesi, mentre nel 1999 inizia una collaborazione con Laura Pausini per l'album Tra te e il mare.
Collabora inoltre con Francesco Guccini, con cui scrive Cirano, Don Chisciotte, Cristoforo Colombo e Quel giorno di aprile.
È sua anche la composizione musicale per "Robin Hood", un musical per la regia di Christian Ginepro andato in scena nel 2008.
Ha scritto e composto due sigle italiane di cartoni animati, quella dell'anime Shaman King cantata da Marco Masini ad esempio quella dell'anime di Naruto cantata da Giorgio Vanni.
Nel 2016 è tra gli autori della canzone Blu, presentata al Festival di Sanremo 2016 da Irene Fornaciari.

## Discografia

### 33 giri
- 1982: Beppe Dati (RCA Italiana, PL 31620)

## Principali canzoni scritte da Giuseppe Dati
| Anno | Titolo                       | Interpreti                          | Autori del testo                                  | Autori della musica                               |
| ---- | ---------------------------- | ----------------------------------- | ------------------------------------------------- | ------------------------------------------------- |
| 1989 | Cosa resterà degli anni '80  | Raf                                 | Giuseppe Dati e Giancarlo Bigazzi                 | Giancarlo Bigazzi e Raf                           |
| 1989 | Desideri                     | Loretta Goggi                       | Giuseppe Dati                                     | Giuseppe Dati e Paolo Vallesi                     |
| 1989 | Passi                        | Loretta Goggi                       | Giuseppe Dati e Gianna Albini                     | Raf                                               |
| 1990 | Dentro di te fuori dal mondo | Marco Masini                        | Giuseppe Dati, Gianna Albini, Marco Masini        | Giuseppe Dati, Giancarlo Bigazzi, Paolo Vallesi   |
| 1990 | Disperato                    | Marco Masini                        | Giuseppe Dati, Giancarlo Bigazzi, Marco Masini    | Giuseppe Dati, Giancarlo Bigazzi, Marco Masini    |
| 1990 | Caro babbo                   | Marco Masini                        | Giuseppe Dati, Giancarlo Bigazzi                  | Giuseppe Dati, Marco Masini                       |
| 1990 | A cosa pensi                 | Marco Masini                        | Giuseppe Dati                                     | Giuseppe Dati, Marco Masini                       |
| 1991 | Fuori di qui                 | Marco Masini                        | Giuseppe Dati, Marco Masini                       | Giancarlo Bigazzi, Mario Manzani                  |
| 1991 | Ti vorrei                    | Marco Masini                        | Giuseppe Dati, Giancarlo Bigazzi, Marco Masini    | Giuseppe Dati, Giancarlo Bigazzi, Marco Masini    |
| 1991 | Oggi un Dio non ho           | Raf                                 | Giuseppe Dati, Raf                                | Raf                                               |
| 1991 | Le persone inutili           | Paolo Vallesi                       | Giuseppe Dati                                     | Paolo Vallesi                                     |
| 1992 | Gli uomini non cambiano      | Mia Martini                         | Giancarlo Bigazzi, Marco Falagiani, Giuseppe Dati | Giancarlo Bigazzi, Marco Falagiani, Giuseppe Dati |
| 1992 | La forza della vita          | Paolo Vallesi                       | Giuseppe Dati                                     | Paolo Vallesi                                     |
| 1992 | Brutta                       | Alessandro Canino                   | Bruno Zucchetti, Giuseppe Dati                    | Bruno Zucchetti, Giuseppe Dati                    |
| 1992 | Rapsodia (Eurofestival 1992) | Mia Martini                         | Giancarlo Bigazzi, Marco Falagiani, Giuseppe Dati | Giancarlo Bigazzi, Marco Falagiani, Giuseppe Dati |
| 1996 | Cirano                       | Francesco Guccini                   | Giuseppe Dati, Francesco Guccini                  | Giancarlo Bigazzi                                 |
| 1996 | Non andare via               | Paolo Vallesi                       | Giuseppe Dati                                     | Paolo Vallesi                                     |
| 1996 | Mi dispiace                  | Laura Pausini                       | Giuseppe Dati                                     | Giuseppe Dati, Goffredo Orlandi                   |
| 2000 | Volevo dirti che ti amo      | Laura Pausini                       | Cheope, Giuseppe Dati, Laura Pausini              | Eric Buffat                                       |
| 2000 | Il mio sbaglio più grande    | Laura Pausini                       | Laura Pausini, Cheope, Giuseppe Dati              | Carl Andreas Carlsson, Ali Thomson                |
| 2000 | Jenny                        | Laura Pausini                       | Laura Pausini, Cheope, Giuseppe Dati              | Federica Fratoni, Sergio Vinci                    |
| 2000 | Anche se non mi vuoi         | Laura Pausini                       | Laura Pausini, Cheope, Giuseppe Dati              | Federica Fratoni, Antonio Galbiati                |
| 2000 | Don Chisciotte               | Francesco Guccini                   | Giuseppe Dati, Francesco Guccini                  | Giuseppe Dati, Goffredo Orlandi                   |
| 2004 | Cristoforo Colombo           | Francesco Guccini                   | Giuseppe Dati, Francesco Guccini                  | Giuseppe Dati, Marco Fontana                      |
| 2004 | Io non ti sposerò            | Marco Masini                        | Marco Masini                                      | Marco Masini, Giancarlo Bigazzi, Giuseppe Dati    |
| 2005 | Shaman King                  | Marco Masini                        | Giuseppe Dati, Marco Masini                       | Giuseppe Dati, Goffredo Orlandi                   |
| 2005 | Camilla e Fabrizio           | Cristina D'Avena e Antonio Galbiati | Giuseppe Dati                                     | Goffredo Orlandi                                  |
| 2005 | Murmo                        | Giacinto Livia                      | Giuseppe Dati                                     | Goffredo Orlandi                                  |
| 2006 | Io credo in me               | Giorgio Vanni                       | Giuseppe Dati                                     | Cristiano Macrì                                   |
| 2012 | Celeste                      | Laura Pausini                       | Giuseppe Dati, Laura Pausini                      | Giuseppe Dati, Goffredo Orlandi                   |
| 2012 | Quel giorno d'aprile         | Francesco Guccini                   | Giuseppe Dati, Francesco Guccini                  | Giuseppe Dati, Marco Fontana                      |